# Elizabeth Peratrovich
Elizabeth Peratrovich (nhũ danh Elizabeth Jean Wanamaker, tên Tlingit: Kaaxgal.aat; ngày 4 tháng 7 năm 1911 – 1 tháng 12 năm 1958)  là một nhà hoạt động dân quyền người Mỹ, Đại Chủ tịch Hội chị em bản địa Alaska, và là thành viên của quốc gia Tlingit, người đã hoạt động vì quyền bình đẳng thay mặt cho Người bản địa Alaska. Vào những năm 1940, sự ủng hộ của bà được cho là công cụ giúp thông qua Đạo luật Chống Phân biệt Đối xử năm 1945 của Alaska, đạo luật chống phân biệt đối xử theo lãnh thổ hoặc tiểu bang đầu tiên được ban hành ở Hoa Kỳ.
Năm 1988, Cơ quan Lập pháp Alaska thiết lập ngày 16 tháng 2 là Ngày Elizabeth Peratrovich "vì những nỗ lực dũng cảm, không ngừng của bà nhằm xóa bỏ phân biệt đối xử và mang lại quyền bình đẳng ở Alaska."  Vào tháng 3 năm 2019, cáo phó của bà đã được thêm vào The New York Times như một phần của loạt bài "Overlooked No More" của họ, và vào năm 2020, United States Mint phát hành đồng xu vàng 1 đô la có khắc hình Elizabeth để tôn vinh những thành tựu lịch sử của bà. Các giấy tờ của gia đình Peratrovich, bao gồm thư từ, giấy tờ cá nhân và các mẩu tin tức liên quan đến quyền công dân do chính Elizabeth và chồng thực hiện, hiện được lưu giữ tại Bảo tàng Quốc gia Smithsonian của người Mỹ da đỏ.